# Rose d'Irlande
Pour plus de détails, voir Fiche technique et Distribution.
Rose d'Irlande (My Wild Irish Rose) est un film américain en Technicolor de David Butler, sorti en 1947. Il a été nommé pour un Academy Award en 1948.

## Synopsis
Biographie fictive de Chauncey Olcott (1858–1932), célèbre ténor et acteur irlando-américain.

## Fiche technique
- Titre original : My Wild Irish Rose
- Titre français : Rose d'Irlande
- Réalisation : David Butler
- Scénario : Peter Milne d'après le livre de Rita Olcott Song in His Heart[1]
- Montage : Irene Morra
- Costumes : Travilla
- Pays de production : États-Unis
- Langue originale : anglais
- Format : couleur (Technicolor) – 35 mm – 1,37:1 – mono (RCA Sound System)
- Genre : film biographique
- Durée : 101 minutes
- Dates de sortie : 
  - États-Unis : 24 décembre 1947
  - France : 5 avril 1950

## Distribution
- Dennis Morgan : Chauncey Olcott
- Arlene Dahl : Rose Donovan
- Andrea King : Lillian Russell
- Alan Hale : John Donovan
- George Tobias : Nick Popolis
- George O'Brien : Bill 'Duke' Muldoon
- Sara Allgood : Mme Brennan
- Ben Blue : Hopper
- William Frawley : William Scanlon
- Don McGuire : Terry O'Rourke
- Charles Irwin : Foote
- Paul Stanton : Augustus (Gus) Piton
- George Cleveland : Capitaine Brennan
- Clifton Young : Joe Brennan
- Oscar O'Shea : Pat Daly
- Ruby Dandridge : Della
- Paul Panzer : serveur
- Douglas Wood : Rawson

Acteurs non crédités
- Herbert Anderson : journaliste
- Peggy Knudsen : Eileen
- Emmett Vogan : médecin